# Hugues-François de Regnauld de Bellescize
Hugues-François de Regnauld de Bellescize (né au château de Bellescize à Chasselay (Rhône) le 6 mai 1732 et mort à Paris le 20 septembre 1796) est un  ecclésiastique, qui fut évêque de Saint-Brieuc.

## Biographie
Hugues-François est le fils Luc de Regnauld, marquis de Bellescize (1671-1738 ) et de Jeanne de Grollée (1703-1771) et le frère de Claude-Espérance de Regnauld, seigneur de Bellescize, prévôt des marchands de Lyon (1772-1776). Il nait au château de Bellescize dans le diocèse de Lyon. Chanoine  et chamarier du chapitre de la collégiale de Saint-Chef et vicaire général du diocèse d'Embrun, il est désigné comme évêque de Saint-Brieuc en 1774 confirmé le 29 mai 1775 et consacré en juin suivant. Il participe à l'assemblée régionale du clergé de Tours en 1780.
Il marque son passage sur le siège de Saint-Brieuc en apportant des modifications à la demeure des évêques de Saint-Brieuc, situé rue Henri Servain, par la construction du pavillon de Bellescize, qui s'apparente à un rêve inachevé de la fin du XVIIIe siècle. En effet la demeure épiscopale est modifiée en 1780 selon les souhaits de Hugues-François Regnault de Bellescize : son volume oblong est remarquable par sa construction. 
Après le vote en 1790 par l'Assemblée constituante de la Constitution civile du clergé, il refuse de prêter le « serment civique » et il est remplacé sur son siège par l'évêque constitutionnel Jean-Marie Jacob. Il refuse d'émigrer et il est emprisonné. Libéré après le 9 Thermidor, il ne quitte pas la France après sa libération et meurt à Paris  en 1796 âgé de 64 ans, épuisé par sa captivité.